# Cour d'appel de Colmar
La cour d'appel de Colmar située à Colmar connaît des affaires venant des tribunaux de sa circonscription qui s'étend sur les départements du Haut-Rhin et du Bas-Rhin.

## Historique

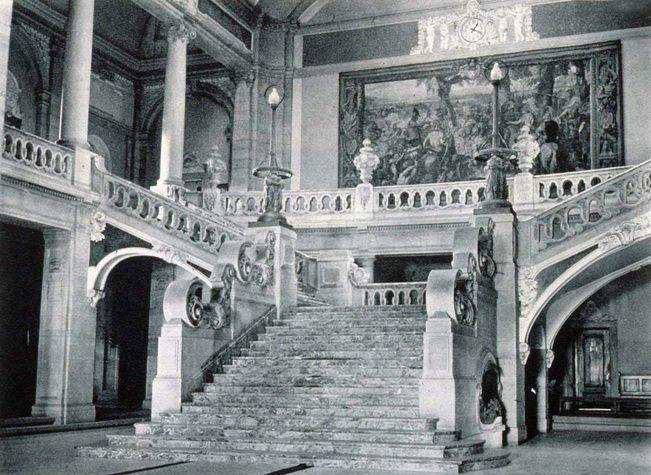
Le grand escalier.

Louis XIV créa à Colmar le Conseil souverain d'Alsace en septembre 1657 à la suite de l'annexion de l’Alsace par la France par les traités de Westphalie de 1648, lequel sera dissous lors de la Révolution française en 1790. En 1800, sous le régime du Consulat, une nouvelle juridiction supérieure pour l'Alsace est créée à Colmar sous le nom de tribunal d'appel, qui prend le nom de cour d'appel en 1804.
Le bâtiment actuel, construit de mai 1902 à septembre 1906 à l'emplacement d'un vignoble expérimental par les architectes Richard Kuder et Joseph Müller est destiné à l'Oberlandesgericht (cour de justice allemande), il devient cour d'appel en février 1919.
Il s'agit encore aujourd'hui de la plus haute juridiction alsacienne (la ville ayant déboursé 400 000 marks afin d'éviter son transfert à Strasbourg).
Les façades, les toitures et le hall d'entrée avec l'escalier d'honneur font l'objet d'une inscription au titre des monuments historiques depuis le 15 novembre 1985.

## Tribunaux du ressort
(juillet 2025).
| -         | 4 tribunaux judiciaires | 11 tribunaux d'instance                                                                         | 6 conseils de prud'hommes                        |
| --------- | ----------------------- | ----------------------------------------------------------------------------------------------- | ------------------------------------------------ |
| Haut-Rhin | - Colmar - Mulhouse     | - Colmar - Guebwiller - Mulhouse - Thann                                                        | - Mulhouse - Colmar                              |
| Bas-Rhin  | - Saverne - Strasbourg  | - Haguenau - Illkirch-Graffenstaden - Molsheim - Saverne - Schiltigheim - Sélestat - Strasbourg | - Strasbourg - Schiltigheim - Haguenau - Saverne |

## Le bâtiment

### Localisation
Le bâtiment est situé au 9, avenue Raymond-Poincaré à Colmar.

### Architecture
L'édifice est typique de l'architecture allemande du début du XXe siècle et est inspiré par la baroque allemand du XVIIIe siècle. Il présente des analogies avec le pavillon du Zwinger de Dresde et le palais du Belvédère à Vienne.
Extérieurement, le bâtiment se compose d'un corps central relié par deux ailes. Le rez-de-chaussée présente des façades à refends et un portail à trois portes contrées avec des colonnes à tambours. L'étage comporte des colonnes ioniques supportant un fronton triangulaire ainsi qu'un balcon orné de pots à feu. Les combles sont dominés par une toiture pyramidale, des candélabres, vases d'amortissement et balustrades. Les matériaux utilisés sont le granit, le grès et le marbre.
Intérieurement, un imposant escalier d'honneur domine le hall d'entrée. Ce dernier est entouré de colonnades et comporte un décor varié représentant des figures mythologiques et populaires.